# Lóže

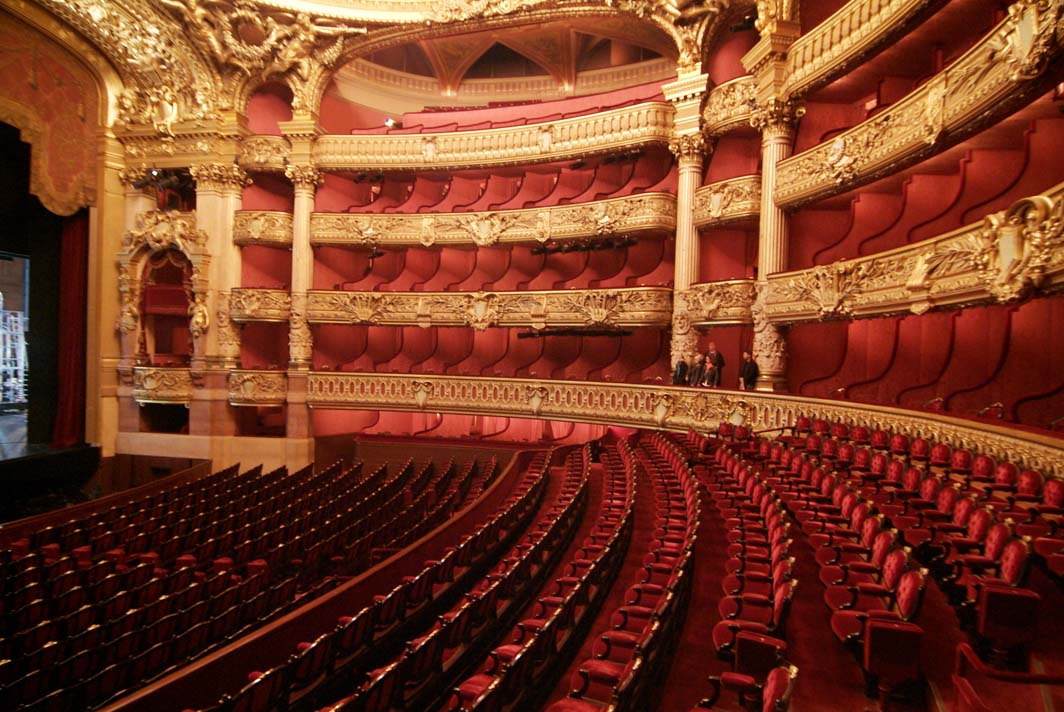
Pohled do sálu pařížské Opéra Garnier

Lóže je oddělené místo v hledišti určené pro malý počet diváků. Lóže je otevřená pouze směrem k jevišti, z boků je chráněna přepážkou a přístup z chodby uzavřen samostatnými dveřmi. Lóže poskytuje divákům více pohodlí a určité soukromí.
Lóže můžeme najít v kině, divadle, cirkusu, v koncertních sálech i na některých stadionech. Často bývají některé lóže čestné, vyhrazené například pro prezidenta, primátora nebo královskou rodinu.